# Air New Zealand
Air New Zealand è la compagnia aerea di bandiera della Nuova Zelanda. Con sede ad Auckland, la compagnia serve 27 destinazioni nazionali e 29 internazionali, in Asia, Europa, America del Nord e Oceania. Dal 1999 fa parte dell'alleanza globale Star Alliance.
È stata l'ultima compagnia aerea ad avere voli che circumnaviano completamente il globo terrestre servendo l'Aeroporto di Londra-Heathrow sia con scalo all'Aeroporto Internazionale di Hong Kong, sia con scalo all'Aeroporto Internazionale di Los Angeles, permettendo così ad un passeggero in partenza da Londra o da Auckland di poter scegliere se sorvolare l'Asia o l'America per raggiungere il Regno Unito. Il servizio di circumnavigazione rimase attivo fino a marzo 2013, data dell'ultimo volo da parte del vettore sulla tratta Hong Kong-Londra in favore di un accordo di code sharing con Cathay Pacific. Il Regno Unito rimane servito in modo diretto dalla compagnia solo via Los Angeles.

## Storia
Air New Zealand nacque nel 1940 con il nome di Tasman Empire Airways Limited, in sigla TEAL. Agli inizi operava collegamenti Nuova Zelanda-Australia con idrovolanti. TEAL passò sotto il controllo del Governo neozelandese nel 1965 e fu ridenominata con il nome che mantiene tutt'oggi, Air New Zealand. Privatizzata nel 1989, la compagnia è di proprietà statale dal 2001, dopo il fallimento di Ansett Australia.
Nel 2008 Air New Zealand trasportò 11,8 milioni di passeggeri.
La compagnia nel 2010 e nel 2012 vinse il titolo di "Airline of the Year" (Compagnia Aerea dell'Anno) assegnatole dall'Air Transport World ai Global Airline Awards.
La maggior parte delle destinazioni di Air New Zealand è concentrato in Australasia e negli arcipelaghi dell'Oceano Pacifico con alcuni servizi di lungo raggio verso Asia, America del Nord ed Europa.
L'hub principale della compagnia è l'Aeroporto di Auckland, mentre l'Aeroporto di Christchurch e l'Aeroporto di Wellington sono hub di minore importanza. La compagnia ha equipaggi basati anche all'Aeroporto Internazionale di Los Angeles e all'Aeroporto di Sydney.

## Destinazioni
Al 2022, Air New Zealand opera voli di linea verso Australia, Canada, Cina, Figi, Hong Kong, Indonesia, Isole Cook, Giappone, Nuova Caledonia, Nuova Zelanda, Niue, Polinesia francese, Samoa, Singapore, Sud Corea, Stati Uniti, Taipei e Tonga.

### Accordi commerciali

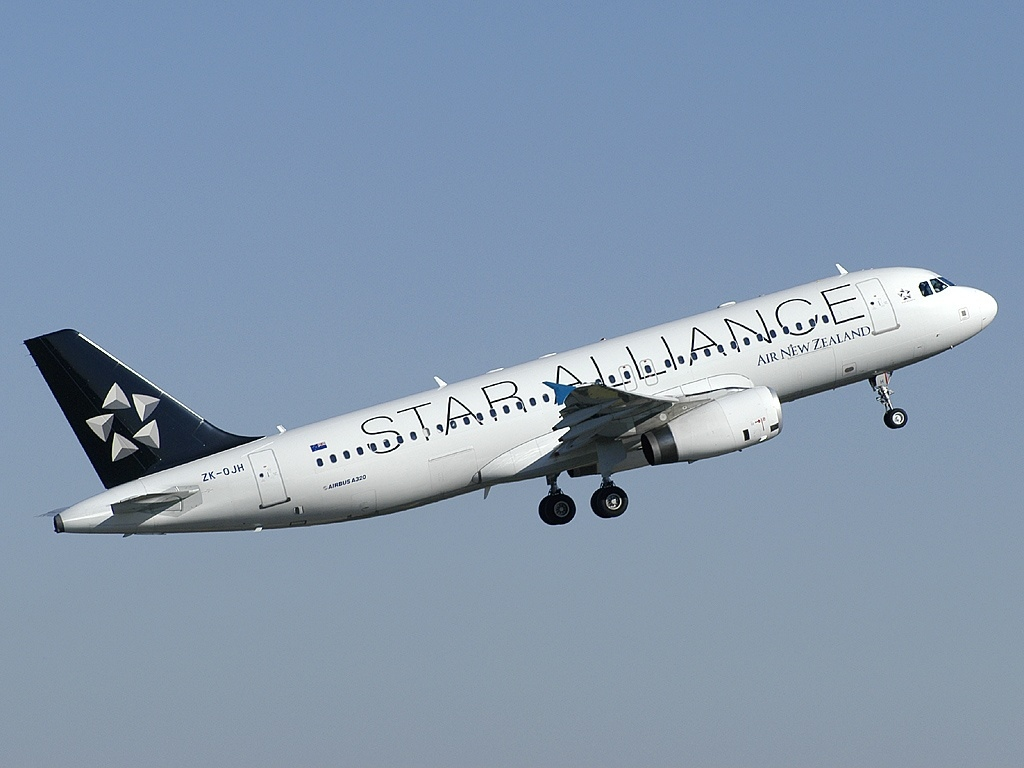
Un Airbus A320-200 in livrea Star Alliance.

Al 2022 Air New Zealand ha accordi di code-share con le seguenti compagnie:
- Aerolíneas Argentinas
- Air Canada
- Air China
- Air Tahiti Nui
- Aircalin
- All Nippon Airways
- Asiana Airlines
- Cathay Pacific
- Etihad Airways
- EVA Air
- Fiji Airways
- Lufthansa
- Qantas[4]
- Singapore Airlines
- South African Airways
- Turkish Airlines
- United Airlines
- Virgin Atlantic

### Alleanze
Nel maggio 1999 Air New Zealand è entrata a far parte di Star Alliance.

## Flotta

### Flotta attuale

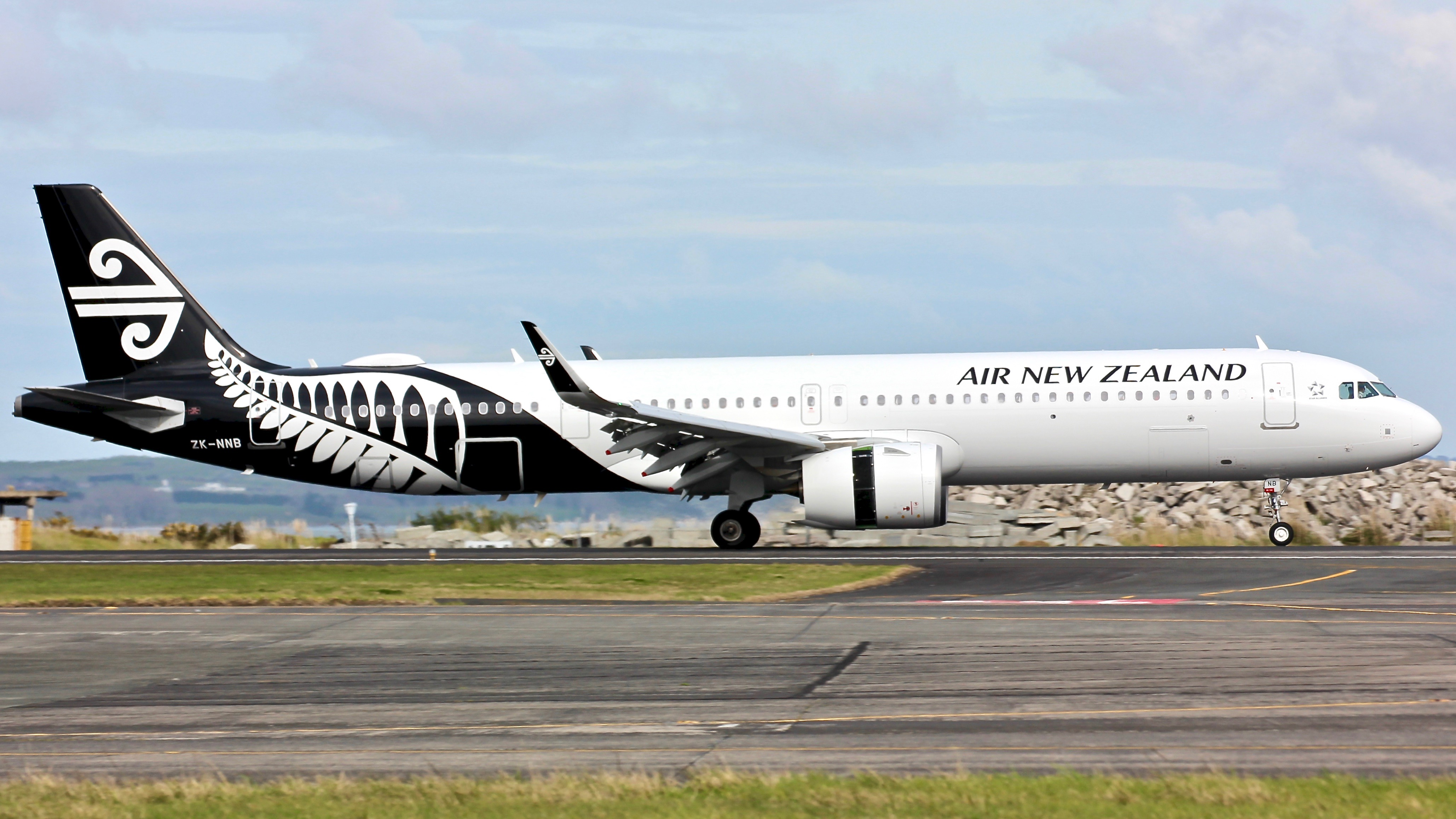
Un Airbus A321neo.

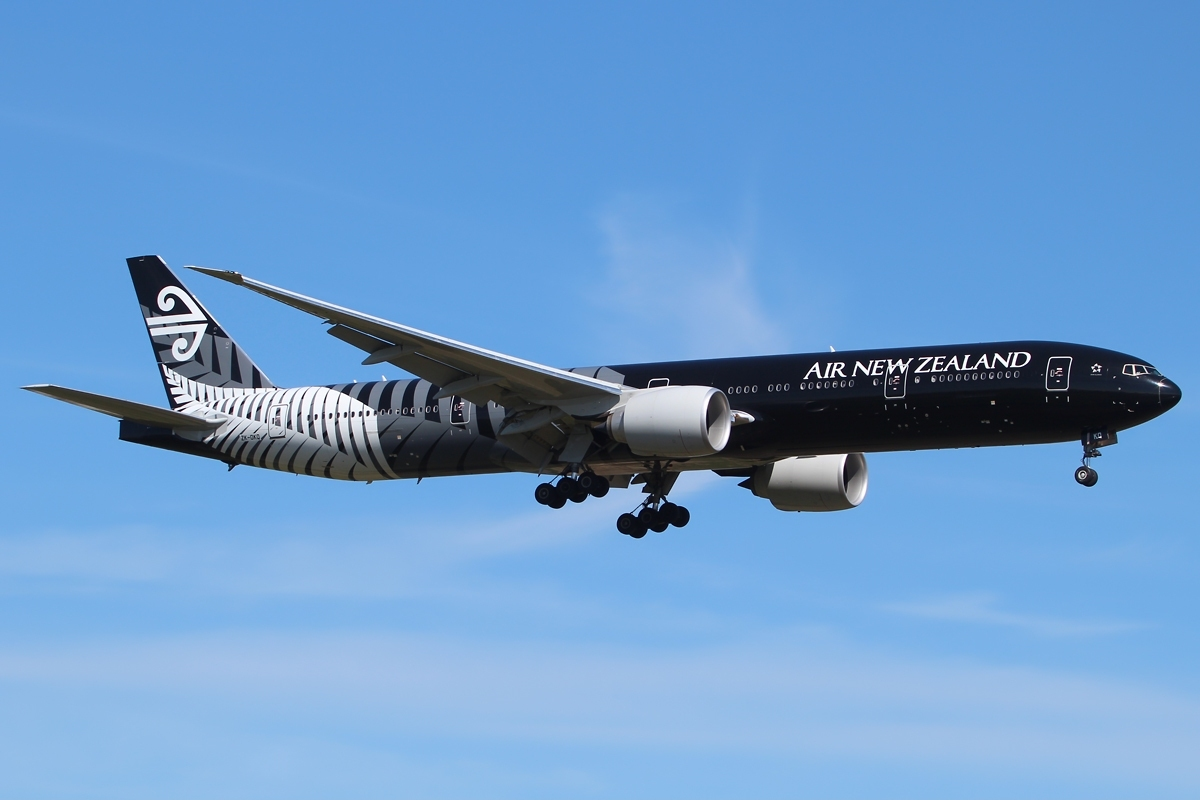
Un Boeing 777-300ER in livrea All Blacks.

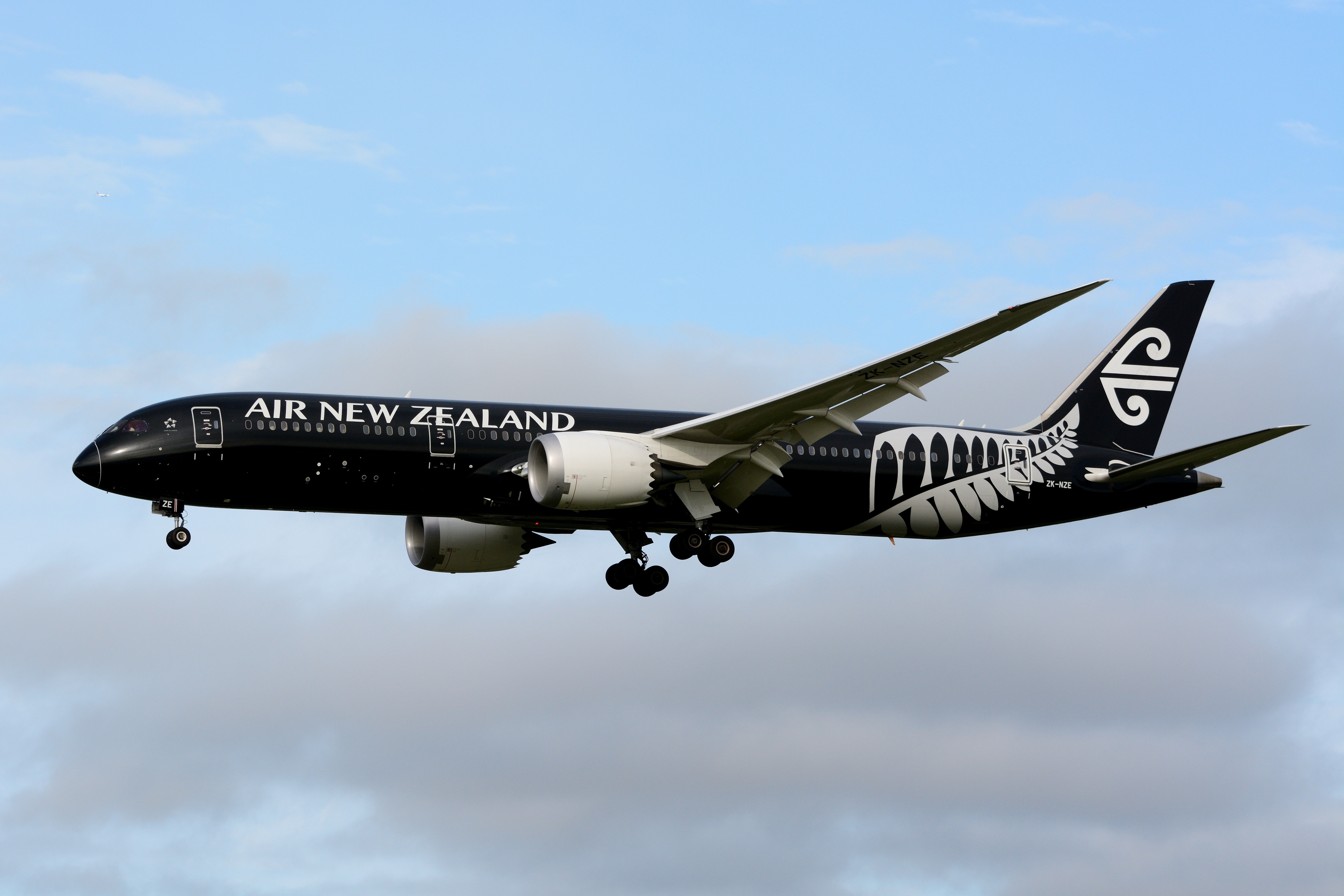
Un Boeing 787-9 in livrea All Blacks.

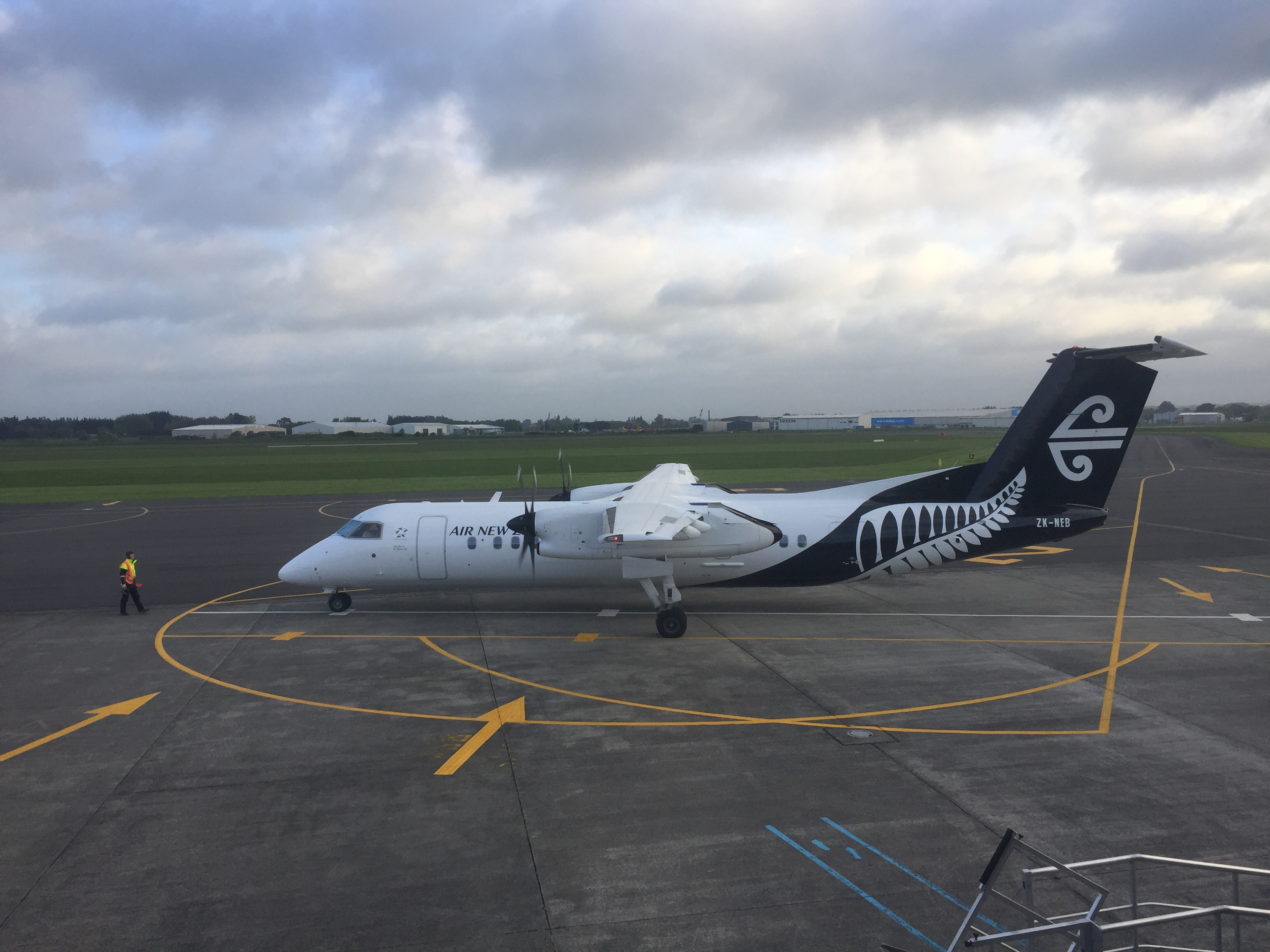
Un De Havilland DHC-8-300.

A settembre 2024 la flotta di Air New Zealand è così composta:

### Flotta storica

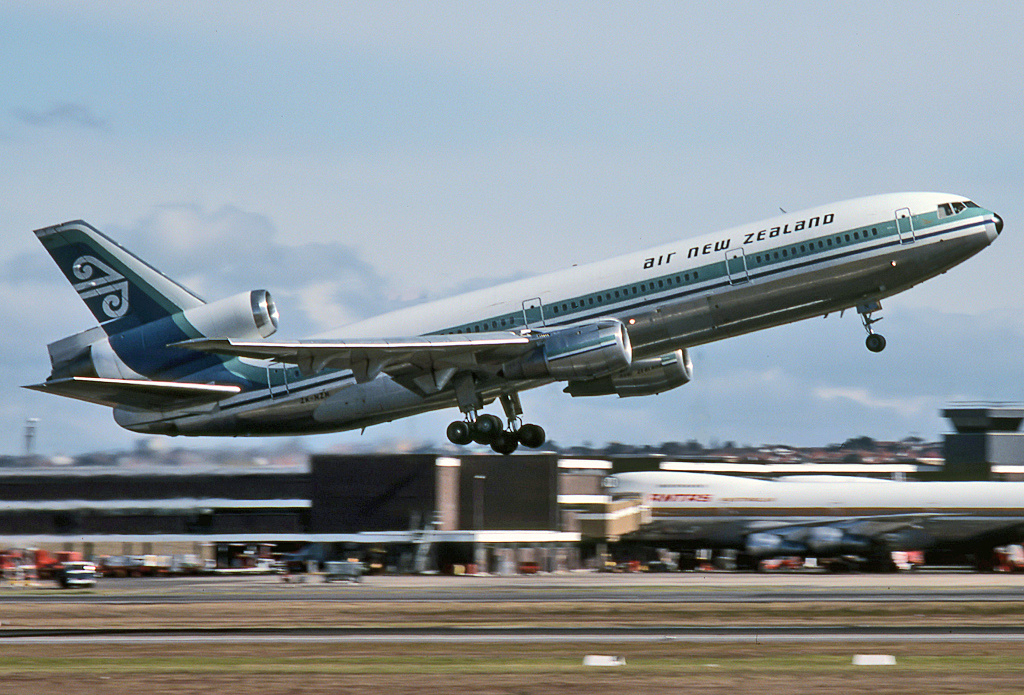
Un McDonnell Douglas DC-10-30 nel 1977.

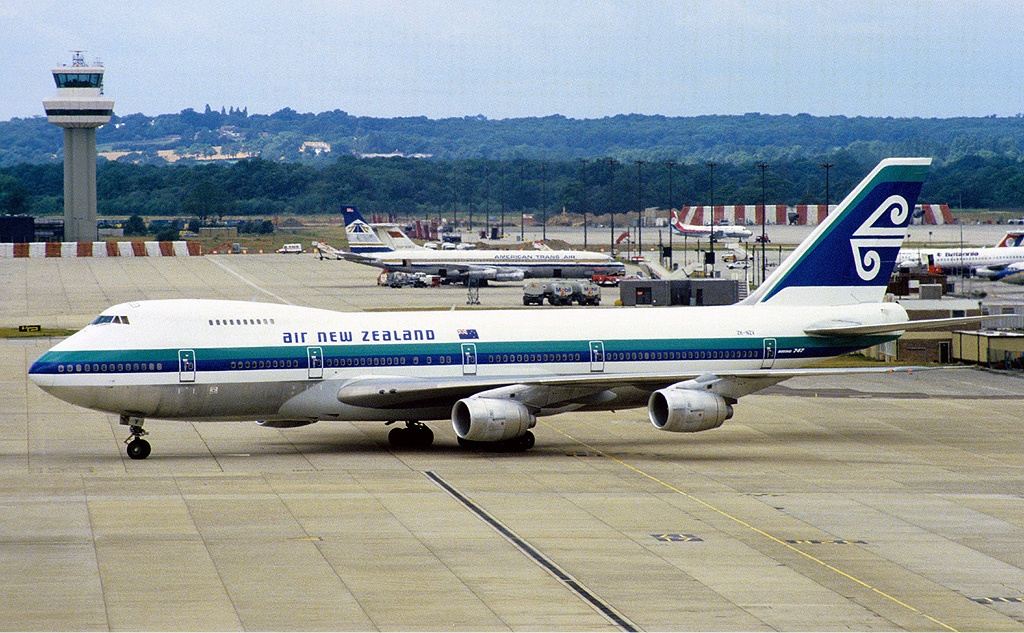
Un Boeing 747-200B nel 1984.

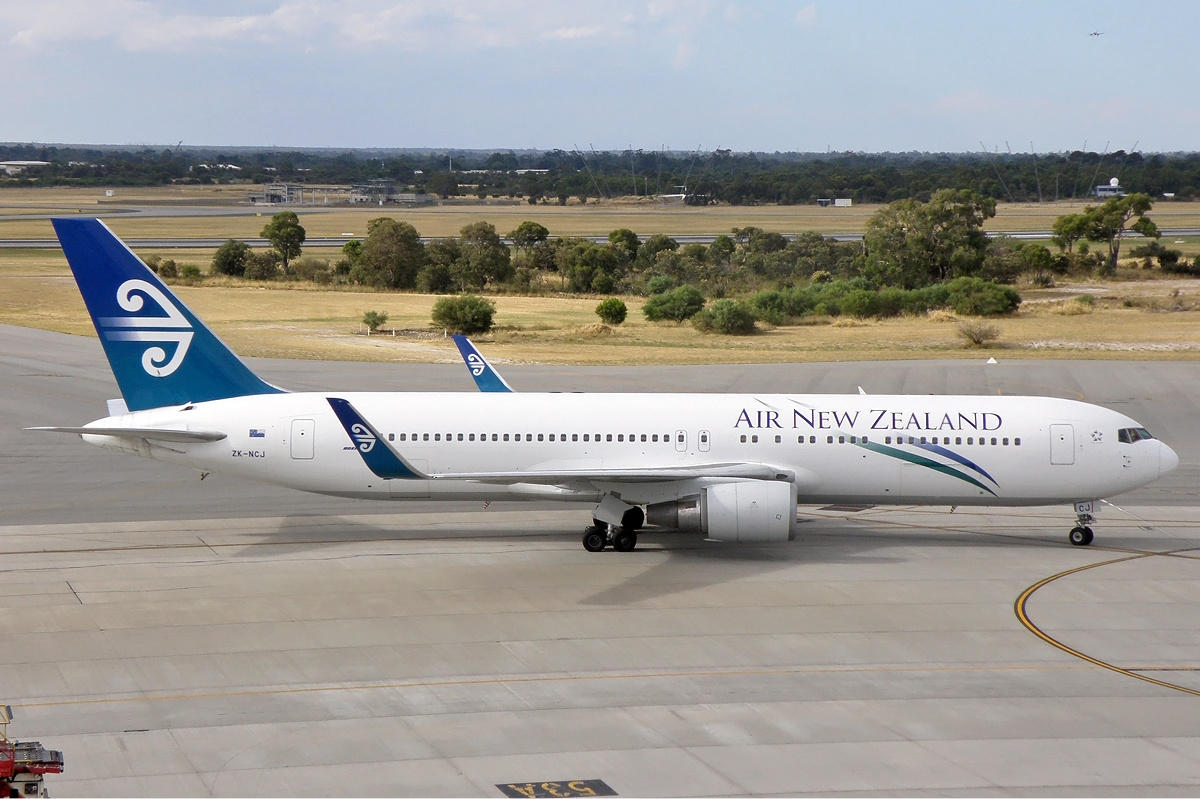
Un Boeing 767-300ER nel 2009.

Air New Zealand operava in precedenza con i seguenti aeromobili:

## Incidenti
- Il 4 luglio 1966, il Douglas DC-8 di marche ZK-NZB operante un volo di addestramento si schiantò durante il decollo a causa di un guasto ai motori. Dei 5 a bordo, sopravvissero in 3.[11]
- Il 17 febbraio 1979, il volo Air New Zealand 4374, operato da un Fokker F27, si schiantò durante l'atterraggio ad Auckland uccidendo due dei quattro occupanti a bordo.[12]
- Il 28 novembre 1979, il volo Air New Zealand 901, operato con il McDonnell Douglas DC-10-30 di marche ZK-NZP, si schiantò contro il Monte Erebus, in Antartide, durante un volo turistico. Tutte le 257 persone a bordo morirono. Ad oggi rimane il terzo peggior incidente nella storia dei DC-10. Lo schianto fu causato da molteplici errori da parte della compagnia e da alcuni errori dei piloti. Il disastro è tristemente noto come "Mount Erebus Disaster" ("Il Disastro del Monte Erebus"). Dopo questo incidente, Air New Zealand non operò più questo volo.[13]
- Il 19 maggio 1987, il volo Air New Zealand 24, operato da un Boeing 747-200, stava effettuando una sosta di rifornimento a Nadi durante il viaggio da Tokyo Narita ad Auckland. Un uomo è salito a bordo dell'aereo e ha tenuto in ostaggio i tre membri dell'equipaggio di volo, minacciando di far saltare in aria l'aereo a meno che il deposto primo ministro delle Fiji, il dottor Timoci Bavadra, ei suoi 27 ministri che erano tenuti agli arresti domiciliari, non fossero stati rilasciati. Alla fine, l'equipaggio di volo è riuscito a sopraffare il dirottatore e consegnarlo alla polizia locale. Non sono stati segnalati feriti o morti e l'aereo non ha mai lasciato la pista.
- Il 27 novembre 2008 il volo XL Airways Germany 888T operato con l'Airbus A320-200 marche D-AXLA per conto di Air New Zealand, precipitò in acqua durante un volo di collaudo, uccidendo tutte le 7 persone a bordo. Lo schianto fu causato sia da diversi errori da parte dell'equipaggio, sia dal malfunzionamento di alcuni cruciali strumenti.[14]